# Stazione di Piraineto
La stazione di Piraineto è una stazione ferroviaria di diramazione che serve l'omonima località di Piraineto, frazione del comune di Carini, nella città metropolitana di Palermo. Si trova sulla linea Palermo-Trapani e costituisce il punto d'origine della diramazione per Palermo Aeroporto.

## Storia
La stazione di Piraineto venne attivata nell'estate 2000, in previsione dell'apertura della diramazione per Punta Raisi.

## Strutture ed impianti
La stazione, costruita in trincea, presenta un fabbricato viaggiatori in cemento armato a due piani ed è dotata di tre binari atti al servizio viaggiatori: il primo e il secondo costituiscono la diretta prosecuzione verso Punta Raisi della linea a doppio binario proveniente da Palermo, mentre il terzo rappresenta la prosecuzione della linea verso Cinisi-Terrasini e, quindi, verso Trapani.
I due marciapiedi sono coperti da tettoie in cemento armato e collegati da sottopasso pedonale; sono presenti, inoltre, una biglietteria automatica, diverse macchine obliteratrici, le bacheche per gli orari cartacei e gli indicatori elettronici di arrivi e partenze.

## Movimento
La stazione di Piraineto è servita dai treni regionali delle relazioni Trapani-Castelvetrano-Piraineto e Palermo-Piraineto-Palermo Aeroporto.
Pertanto costituisce uno snodo di interscambio obbligato per i viaggiatori provenienti da o diretti verso la parte più occidentale della città metropolitana di Palermo e il trapanese. Dal 2013 (anno di chiusura della suddetta linea) la ferrovia Palermo-Trapani (via Milo) è interessata da lavori di ristrutturazione ed elettrificazione che dovrebbero concludersi entro il 2026. Dopo la fine dei lavori la stazione di Piraineto ritornerà ad essere una stazione di transito per tutti i treni provenienti da Palermo e diretti a Trapani o viceversa.